# منطقه مینامی شیتارا

نقشه ناحیه مینامیشیتارا (صورتی) در استان آیچی

منطقه می‌نامی شیتارا (به ژاپنی: 南設楽郡, Minamishitara-gun)، یکی از شهرستان‌های ژاپن است که در غرب استان آیچی در ژاپن واقع شده است.